# 로치퍼드구

로치퍼드구의 위치

로치퍼드구(영어: Rochford District)는 잉글랜드 에식스주에 위치한 비도시 자치구로 중심 도시는 로치퍼드이며 인구는 84,776명(2014년 기준), 면적은 169.49km2이다.